# طارق عمران
طارق عمران (بالإنجليزية: Tariq Imran) هو لاعب هوكي الحقل باكستاني، ولد في 3 فبراير 1977 في غوجرا في باكستان.

## وصلات خارجية
- طارق عمران على موقع أوليمبيديا (الإنجليزية)
- طارق عمران على موقع اتحاد ألعاب الكومنولث (مؤرشف) (الإنجليزية)